# Mladen Božović
Mladen Božović  (Titogrado, Yugoslavia, actual Montenegro, 1 de agosto de 1984) es un futbolista montenegrino. Juega de portero en el AE Larisa de Grecia.

## Trayectoria
Natural de la actual ciudad de Podgorica, antes conocida como Titogrado, debutó en 2001 en un equipo menor de la misma, el Fudbalski Klub Zabjelo en el que jugó durante dos temporadas en las que no fue el portero titular y disputó tan solo 17 encuentros. Pese a ello en el 2003 llamó la atención de uno de los clubes punteros y con mayor tradición del actual Montenegro, el Fudbalski Klub Budućnost que entonces pertenecía al recién creado país de Serbia y Montenegro. 
En el club se lo fichó como una apuesta para el futuro y tras una temporada en el mismo se optó por cederlo a otros clubes para que progresara. La primera de estas cesiones fue al Fudbalski Klub Mladost Podgorica en el que estuvo una temporada, sin contar especialmente y tan solo disputó 9 partidos, por lo que cuando su cesión finalizó en 2005 no se renovó. 
Para la temporada siguiente, se decidió cederlo de nuevo, en esta ocasión el club elegido fue el Fudbalski Klub Kom, en el que fue el portero titular y disputó un total de 29 encuentros de 33 posibles. Tras ésta cesión el Fudbalski Klub Budućnost decidió incorporarlo de manera definitiva a su disciplina. En el club de la capital jugó 51 encuentros entre el 2006 y 2008, lo que motivó además que fuera convocado por la selección nacional, de nueva creación.
En el 2008 llamó la atención en el Partizan de Belgrado de Serbia que se hizo con sus servicios durante tres temporadas, en las que disputó 95 partidos en las diversas competiciones, tras ser el portero titular durante la mayor parte de dichas temporadas, al final de estas, en el año 2010, abandona la disciplina del club de la capital de Serbia y sería fichado por el Videoton FC de Hungría que es su club actualmente, con el que ha jugado 52 encuentros hasta el momento.

## Selección nacional
Debutó con la Selección de fútbol de Montenegro en 2007 y hasta la fecha ha disputado un total de 27 partidos, lo que lo convierte en el noveno jugador con más partidos disputados con el combinado montenegrino.

## Clubes
| Club                             | País                | Temporada     | PJ |
| -------------------------------- | ------------------- | ------------- | -- |
| Fudbalski Klub Zabjelo           | RF Yugoslavia       | 2001-2003     | 17 |
| Fudbalski Klub Budućnost         | Serbia y Montenegro | 2003-2004     | 6  |
| Fudbalski Klub Mladost Podgorica | Serbia y Montenegro | 2004-2005     | 9  |
| Fudbalski Klub Kom               | Serbia y Montenegro | 2005-2006     | 29 |
| Fudbalski Klub Budućnost         | Montenegro          | 2006-2008     | 51 |
| Partizan de Belgrado             | Serbia              | 2008-2010     | 95 |
| Videoton FC                      | Hungría             | 2010-2013     | 63 |
| FC Tom Tomsk                     | Rusia               | 2013-2015     | 8  |
| FK Zeta                          | Montenegro          | 2016-2017     | 48 |
| AE Larisa                        | Grecia              | 2017-presente | 12 |